# آتيكندي
آتيكندي (بالفارسية: آتی‌کندی) هي منطقة سكنية تقع في إيران في Seyyedan Rural District. يقدر عدد سكانها بـ 1,047 نسمة .